# Citron Grenadine
Citron Grenadine est une émission de la télévision luxembourgeoise pour la jeunesse créée par Jacques Harvey et Jean-Luc Bertrand, présentée par Marylène Bergmann, Jean-Luc Bertrand, Michèle Etzel et Georges Lang et diffusée chaque mercredi après-midi sur RTL Télé-Luxembourg puis RTL Télévision du 5 septembre 1979 au 27 juin 1984.
Pour les 30 ans de l'émission, Marylène Bergmann et Jean-Luc Bertrand dans l'émission "Bienvenue chez vous", ont lancé un défi depuis lundi 24 novembre 2008 aux internautes, anciens téléspectateurs assidus devenus parents aujourd'hui, en leur demandant de signaler leur engouement sur simple envoi de leur adresse électronique sur le site www.citrongrenadine.com, et ce, jusqu'au 15 janvier 2009.  Si les téléspectateurs de l'époque sont nombreux à répondre à l'appel, un spectacle spécial sera organisé autour de cette mythique émission de jeunesse de RTL Télévision.
Cette émission a pris la suite de l'École Buissonnière.

#### Vidéos
- Générique de Citron Grenadine.
- Clip Citron Grenadine (générique de l'émission) chanté par Marylène Bergmann et Jean-Luc Bertrand (format WMV).
- Extrait de l'émission Citron Grenadine glacé à Gerardmer en 1980 (format WMV).
- Extrait de l'émission Générations RTL 50 ans consacré à Citron Grenadine (format WMV).